# 富士上吉田町
富士上吉田町（ふじかみよしだちょう）は、山梨県南都留郡にあった町。現在の富士吉田市上吉田にあたる。本項では町制前の名称である福地村（ふくちむら）についても述べる。

## 地理
- 山：富士山、大塚山、小倉山
- 河川：桂川、宮川、間堀川、神田堀川

## 歴史
- 1875年（明治8年）1月9日 - 都留郡上吉田村・新屋村・松山村が合併して福地村となる。
- 1878年（明治11年）7月22日 - 郡区町村編制法の施行により、福地村が南都留郡の所属となる。
- 1889年（明治22年）7月1日 - 町村制の施行により、福地村が単独で自治体を形成。
- 1947年（昭和22年）11月23日 - 福地村が町制施行・改称して富士上吉田町となる。
- 1951年（昭和26年）3月20日 - 明見町・下吉田町と合併して富士吉田市が発足。同日富士上吉田町廃止。

## 首長
福地村長
- 堀内啓治

## 交通

### 鉄道路線
- 富士山麓電気鉄道
  - 大月線
    - 富士吉田駅（現・富士山駅）

### 道路
- 富士みち - 甲州街道大月追分から現在の富士吉田市本町通り上宿交差点まで、国道139号が経路をほぼ踏襲している。特に本町通り金鳥居交差点から上宿交差点までの沿道一帯は、富士講や火祭りの要衝となっている。

現在は旧町域に中央自動車道の河口湖インターチェンジ（一部）、富士吉田インターチェンジが所在するが、当時は未開通。

## 名所・旧跡・観光スポット・祭事・催事
- 北口本宮冨士浅間神社
- 小室浅間神社
- 吉田の火祭